# El despertar de L
El despertar de L es una película de Argentina filmada en colores dirigida por Poli Nardi sobre su propio guion que se estrenó el 14 de junio de 2001 y que tuvo como actores principales a Laura Pons Vidal, Cristina Banegas, Margara Alonso y Catalina Speroni.

## Sinopsis
Laura, una joven de 22 años adoptada por un policía ya fallecido, y sospechando pueda ser la nieta desaparecida del poeta Juan Gelman siente que tiene que investigar sobre su pasado, en busca de su propia identidad, proceso que le afectará profundamente.

## Reparto
Participaron en el filme los siguientes intérpretes:
- Laura Pons Vidal
- Cristina Banegas
- Margara Alonso
- Catalina Speroni
- Pablo de la Fuente
- Jorge Valcarcel

## Comentarios
Adolfo C. Martínez en La Nación opinó:

«Por su labor literaria y periodística y por su denodada lucha en pos de la justicia y la libertad Juan Gelman necesitaba un mejor homenaje cinematográfico.»

Héctor Hochman en el sitio web zonafreak.com dijo:

«El dormir del espectador.»